# عبد العزيز الهليل
عبد العزيز الهليل لاعب كرة قدم سعودي لعب لأندية النهضة والهلال و الحزم والخليج و السد .